# Прилучки (Минский район)
Прилучки (бел. Прылу́чкі) — деревня в Минском районе Минской области Республики Беларусь. В составе Щомыслицкого сельсовета.

## География
Через деревню пролегает автомобильная дорога Н24951.
Ближайшие населённые пункты Атолино, Заболотье, Лецковщина.

## Население

### Численность
- 2009 год — 88 человек

### Динамика
- 1999 год — 98 человек (перепись населения)
- 2009 год — 88 человек (перепись населения)

## Галерея

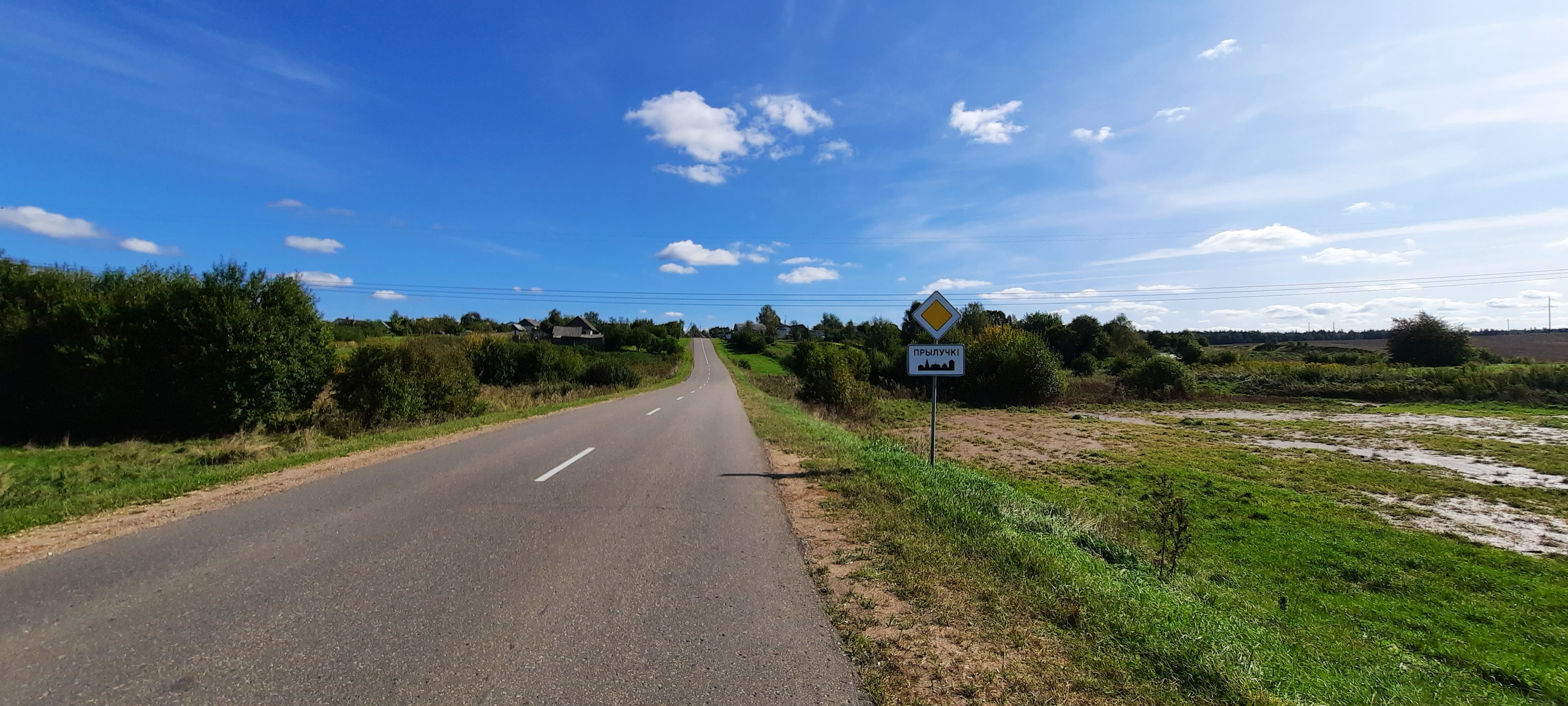
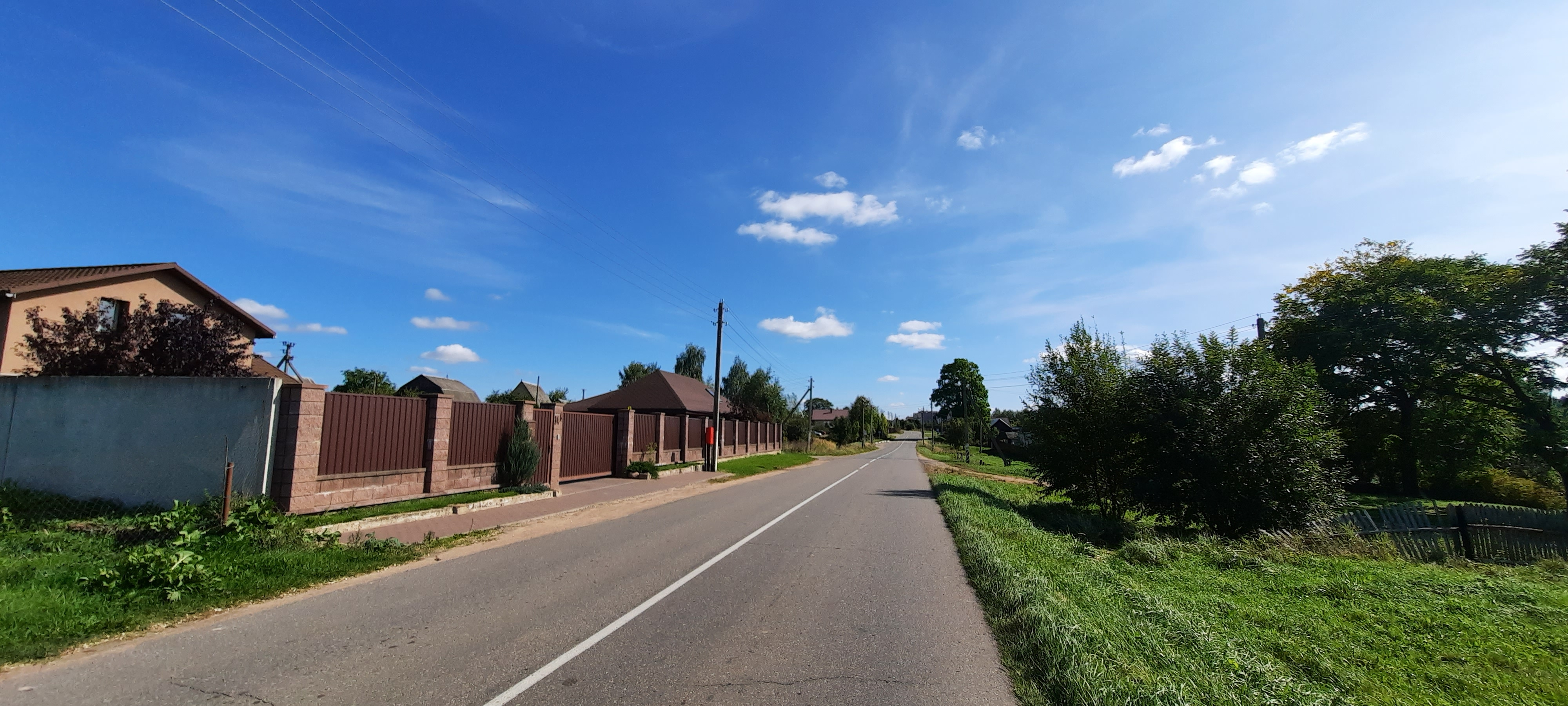
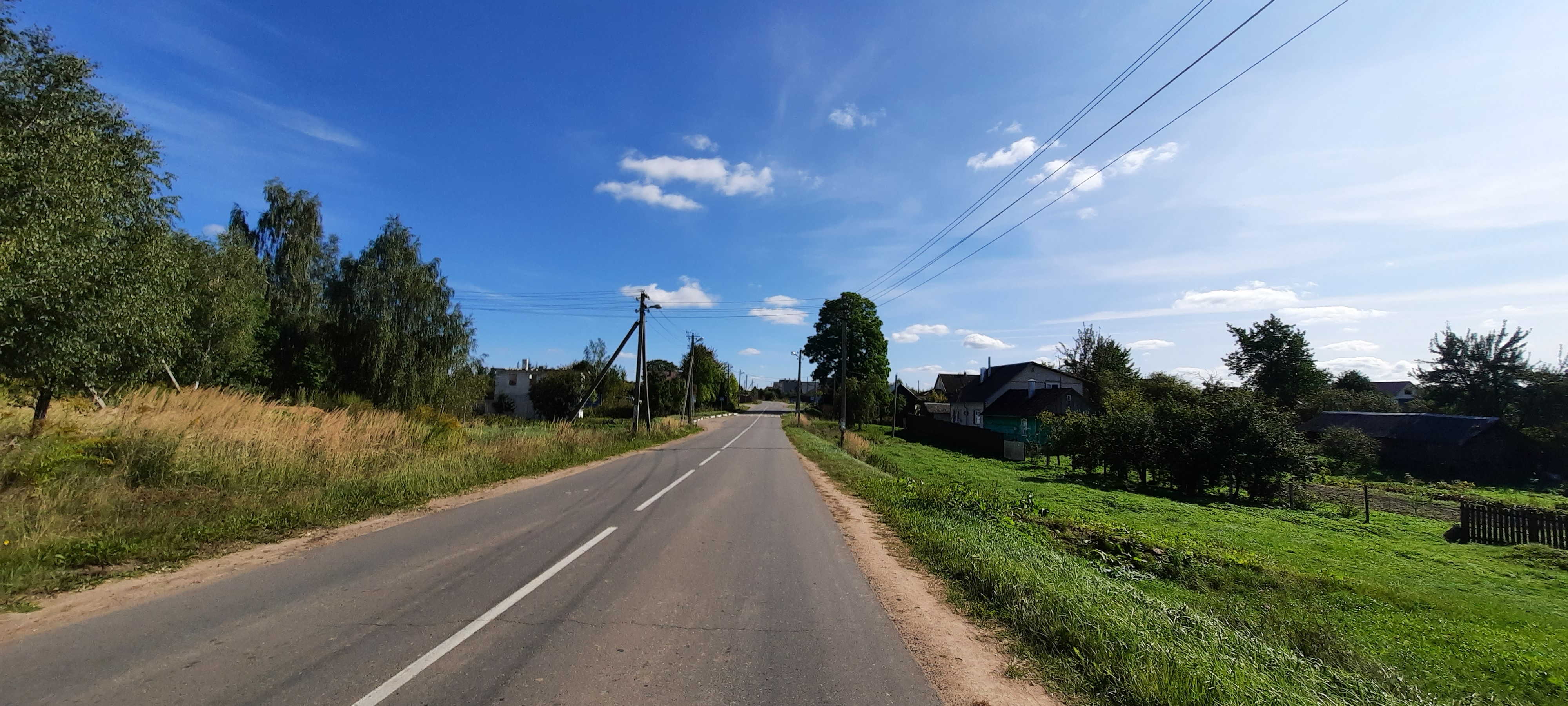
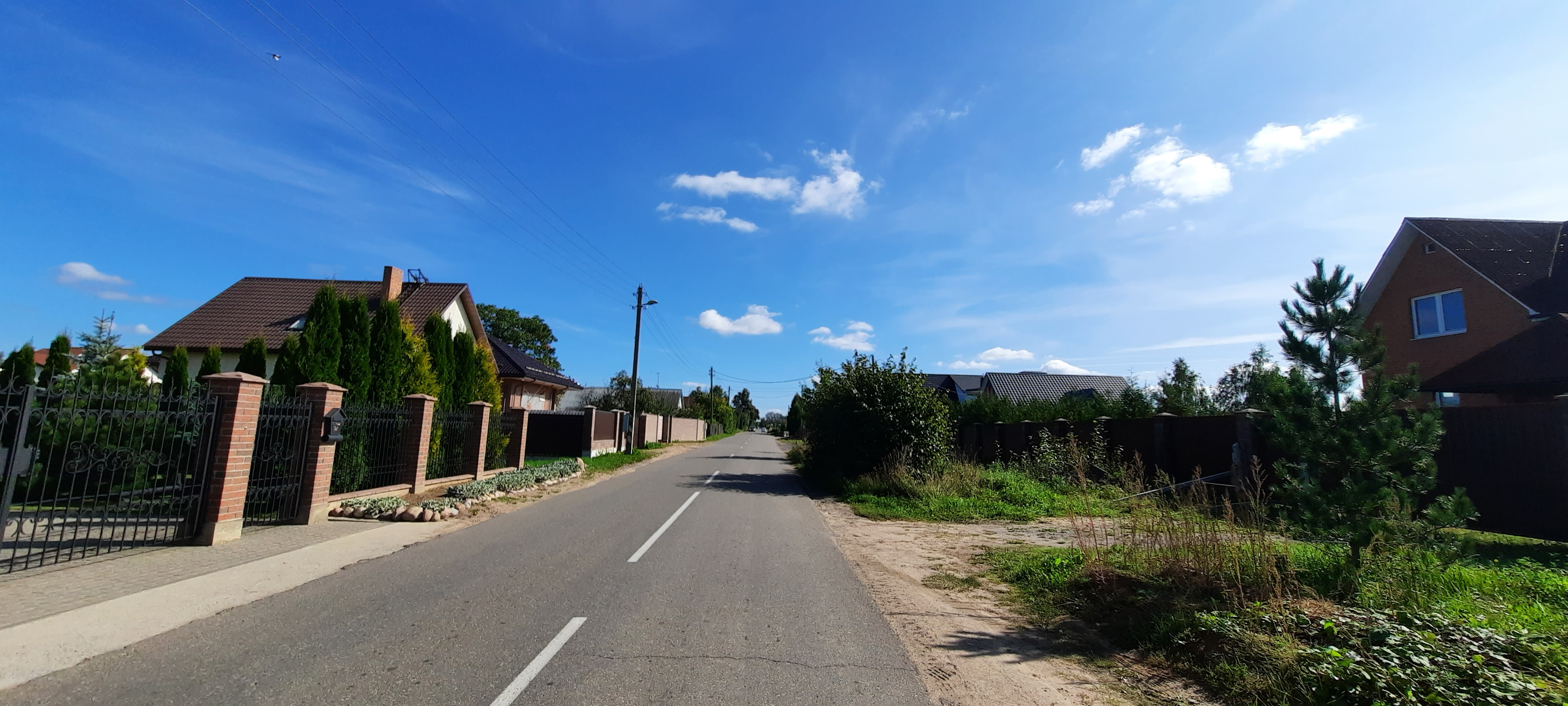
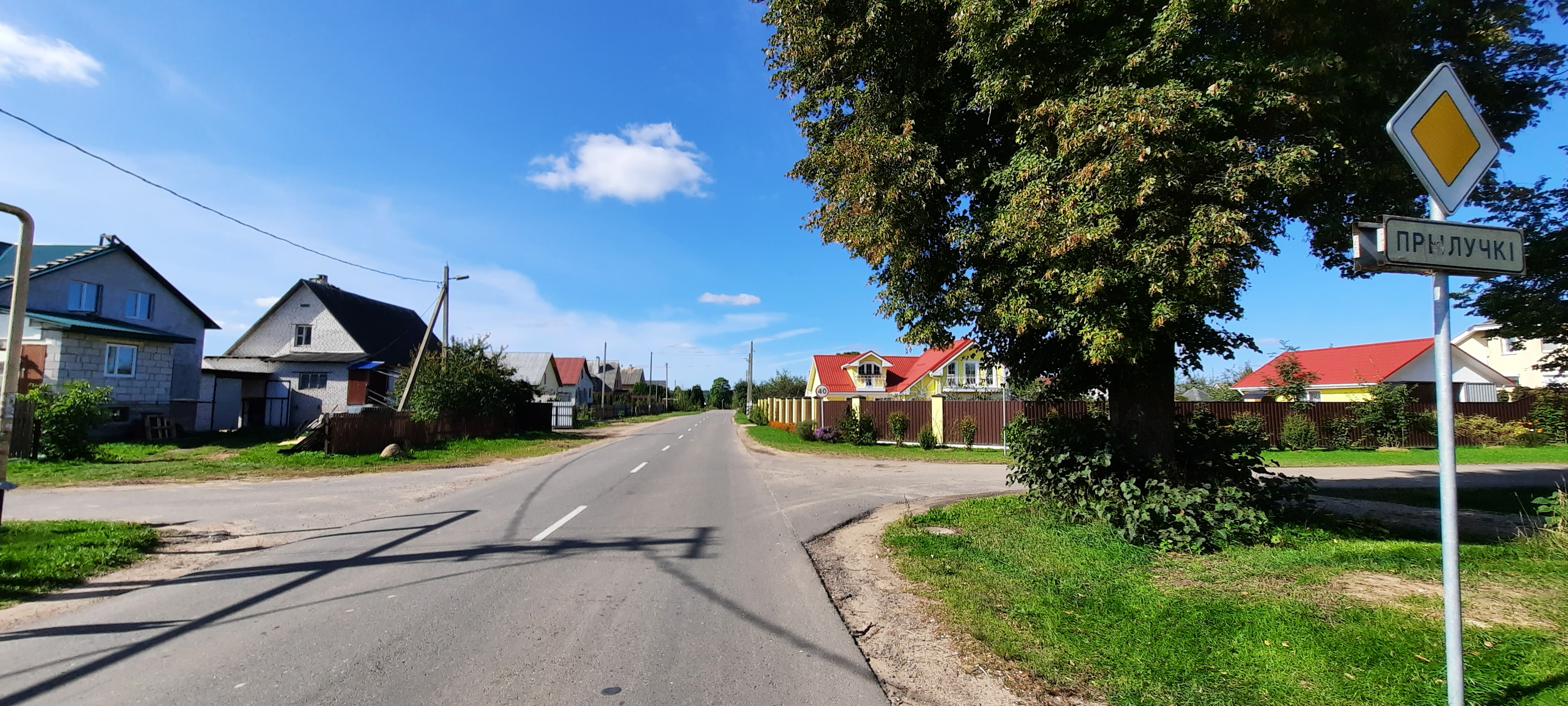

## Улицы
- Гаспадарчая
- Садовая
- Садовый переулок и др.